# Lourdes Ferrufino
Lourdes María Ferrufino Reyes (Santa Rosa de  Lima, El Salvador; 10 de febrero de 1992) es una docente, poeta, y escritora salvadoreña.

## Trayectoria
Lourdes Ferrufino nació en Santa Rosa de  Lima, una ciudad ubicada en el departamento de La Unión, al oriente de El Salvador. Su formación académica comenzó en el Centro Escolar Trinidad Sánchez de Quezada de su ciudad natal, donde cursó desde primero hasta noveno grado. Posteriormente, continuó sus estudios secundarios en el Instituto Nacional Profesor Francisco Ventura Zelaya. 
Su educación superior la realizó en la Universidad de El Salvador, específicamente en la Facultad Multidisciplinaria Oriental situada en San Miguel, donde obtuvo el grado de Licenciada en Letras. Esta formación académica sentó las bases para su posterior desarrollo como escritora y docente.
Ferrufino ha sido influenciada por escritoras nacionales e internacionales. Entre las autoras salvadoreñas destacan los nombres de Mercedes Durand, Liliam Jiménez y Carmen González Huguet. La temática de su poesía abarca un amplio espectro de asuntos, incluyendo la negación, la vida urbana, la transición de la juventud a la adultez, la feminidad y la autonomía. Además, incorpora en sus versos una marcada preocupación por temas sociales.
Su trabajo ha sido reconocido y difundido en diversas publicaciones. Aparece en el "Índice general de poetas salvadoreñas: Las muchachas de la última fila" (Zeugma editores, San Salvador, 2017) y en la antología "Poeta Soy. Poesía de mujeres salvadoreñas" (MINEDUCYT, San Salvador, 2019). Además, su obra ha sido publicada en el Suplemento Tres Mil del Diario Co Latino, en la Revista Cultura n.º 121 y en varias revistas digitales.
Ferrufino ha participado activamente en proyectos editoriales digitales. Formó parte del equipo editorial de la revista virtual Claroscuro y se desempeña como correctora en el blog literario Cabezarrota.

## Obra
- La Espina Etérea, (2016).
- Diluvio, (2017).
- Sahumerio, (2021).

### En Antología
- Índice general de poetas salvadoreñas: Las muchachas de la última fila. (Zeugma editores, 2017).
- Poeta Soy. Poesía de mujeres salvadoreñas. (MINEDUCYT, 2019).

### Fragmento de su poesía
LAS OCULTAS
¿Dónde engavetan a mis mujeres?
¿Qué clase de etiqueta le ponen a la caja donde las esconden?
“frágiles”, “delicadas”, “material altamente inflamable”
Veo sus frentes: las imagino doradas. Marmoleadas. Mixtura de razas.
Veo sus manos: han conocidos colores que supieron apresar a pulso.
Cabelleras bucólicas que no describió el compilador.

## Distinciones
- Reconocimiento en el IV Certamen "La Flauta de Los Pétalos" organizado por la Universidad de El Salvador, (2015).[13]